# Ich war ihm hörig (1958)
Ich war ihm hörig ist ein Kriminaldrama des auf Spannung spezialisierten Regisseurs Wolfgang Becker, der auf Tatsachen beruht. Das Drehbuch basiert auf dem gleichnamigen Tatsachenbericht von Curt Cäsar Winter, der in der Revue erschien.

## Handlung
Anette Klinger, eine verwitwete und einsame Fabrikantin, lernt eines Tages den Tankwart Nikolei Stein kennen. Sie verliebt sich in ihn, Nikolei versteht es, sich ihr anzuschmiegen. Doch in Wahrheit ist der Mann ein skrupelloser Betrüger, der es auf das Geld Anettes abgesehen hat. Nachts arrangiert er auf der Autobahn einen Unfall. Anette glaubt, einen Radfahrer getötet zu haben, aber nur, weil Nikolei aus dem Auto aussteigt und anschließend behauptet, dass der Mann tot sei. In Wirklichkeit hat er diesen engagiert. Er überredet Anette zur Fahrerflucht, gewinnt ihre Zuneigung und holt so immer wieder Geld aus ihr heraus. Später bezahlt er einen gewissen Hinze, der als Kriminalbeamter auftritt. Nikolei setzt Anette psychisch immer mehr unter Druck und die verzweifelte Frau tut in ihrer Liebe alles, was er von ihr verlangt. Schließlich brechen sie zu einer Reise in den Orient auf, wo Anette an den Rand des Selbstmords gedrängt wird. In letzter Sekunde kann sie gerettet werden, da Dr. Leipold, ein Bekannter, der in sie verliebt ist, mit Hilfe der ebenfalls von Stein ausgenutzten Tänzerin „Kätzchen“ auf ihre Spur kommt. Nikolei kann den Armen des Gesetzes schließlich nicht entgehen.

## Kritiken
„Sowohl in der psychologischen Motivierung als auch in der Milieudarstellung ein unglaubhaftes Hintertreppendrama.“

## Sonstiges
Die Filmbauten schufen Wolf Englert und Ernst Richter, gedreht wurde im Carlton-Film-Atelier München und in der Strickwarenfabrik Wolfgang März, München. Ich war ihm hörig war eine Koproduktion der Carlton-Film mit Eichberg-Film im Vertrieb der Omnia Deutsche Film Export GmbH. Der Verleih war Deutsche Cosmopol Film GmbH.
Die Villa der Anette Klinger ist die berühmte Krimivilla in der Münchner Gereutstraße, in der später zahllose TV-Krimis wie Derrick, Der Alte, Der Kommissar, Graf Yoster gibt sich die Ehre, Die seltsamen Methoden des Franz Josef Wanninger oder auch Tatort gedreht wurde.